# Michel Haagen

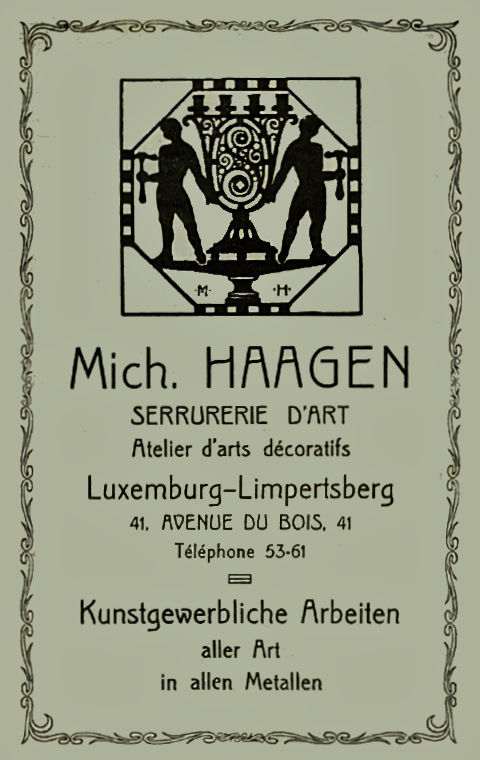
Advertentie (1939)

Michel Wilhelm Haagen (Luxemburg-Stad, 26 oktober 1893 – aldaar, 9 september 1943) was een Luxemburgs beeldhouwer, kunstsmid en kunstschilder.

## Leven en werk
Michel Haagen was een zoon van slotenmaker Nicolas Wilhelm Haagen en Marie Kieffer. Hij studeerde aan de École d'artisans de l'État in Luxemburg-Stad, als leerling van Etienne Galowich en Jean-Baptiste Wercollier, aan de kunstacademie van München en de academie van Straatsburg. Hij werkte daarna enige tijd bij Aug. Barbier, officieel restaurator van de smeedijzeren hekken van Jean Lamour op de Place Stanislas in Nancy. Hij trouwde met Susanna Kugener, uit dit huwelijk werd een zoon geboren.
Per mei 1920 ging Haagen onder de naam Société J.-P Welter, successeurs Steffen et Haagen een partnerschap aan met koopman Léon Steffen, waarbij Steffen verantwoordelijk was voor de algemene gang van zaken en Haagen voor het beheer van de werkplaatsen en de productie. Het bedrijf leverde ornamenten voor gebouwen en artistiek smeedwerk, industriële producten en papier. In 1923 verliet Haagen het bedrijf. In zijn eigen werkplaats in Limpertsberg maakte hij veelal reliëfs en decoratieve en toegepaste kunst in smeedijzer en brons, soms gecombineerd met andere materialen. 
Haagen was lid van de Cercle Artistique de Luxembourg (CAL). Hij won een afficheontwerpwedstrijd van de CAL (1913) en ontving voor zijn werk op de Salon du CAL 1923 de Prix Grand-Duc Adolphe. Op de Salon van 1933 toonde hij gebruiksvoorwerpen met smeedijzer, waaronder een boekenkastje en een rooktafeltje. In een ontwerpwedstrijd van Esch-sur-Alzette behaalde Haagen in 1937 met Albert Kratzenberg een gedeelde eerste plaats in de categorie grafmonumenten van ca. 1000 frank. Op de Salon du CAL 1938 won hij de 'Preis der Regiering' voor zijn bronzen communiebank voor de parochiekerk van Dudelange. Een jaar later behaalde hij de eerste plaats in een ontwerpwedstrijd voor een affiche ter gelegenheid van het Luxemburgs Eeuwfeest. Haagen en Marcel Langsam maakten twee vitrines voor het Luxemburgs paviljoen op de wereldtentoonstelling van 1939 in Parijs. Haagen was bestuurslid van de Fédération des Maîtres Serruriers en in 1940 met Jean-Théodore Mergen en Michel Jungblut betrokken bij de heroprichting van de Société des Artistes Décorateurs du Grand-Duché de Luxemburg Ardeco, die eerder maar kort (1923-1929) had bestaan.
Michel Haagen overleed op 49-jarige leeftijd.

## Enkele werken
- 1924 decoratief werk in brons voor het graf van de onbekende soldaat en het mausoleum voor Franse soldaten op de Cimetière Notre-Dame in Limpertsberg. De gebeeldhouwde delen werden uitgevoerd door Ernest Grosber.
- 1926 bronzen palmtak voor het graf van koopman Charles Wiroth (1882-1926).
- 1926 plaquette met opschrift "An desem Haus schrouw de Rodange sei Renert", Wiltz. Ter herinnering aan Michel Rodange die in het huis Renert oder de Fuuss am Frack an a Maansgréisst schreef.
- 1932 verzilverd bronswerk voor het hoofd- en de zijaltaren en traliewerk in de doopkapel van de Herz-Jesu-Kirche in Luxemburg.
- 1935 plaquette ter herinnering aan de voormalige kapel in Glacis.
- 1936 monument in de galerij van de Denzelt, naast het stadhuis van Echternach, ter herinnering aan 700-jarige van de bevrijding van de stad. Het ontwerp van het zegel van gravin Ermesinde werd getekend door Pierre Blanc.
- 1936 twee bronzen gaslantaarns voor het cimètiere Notre Dame in Limpertsberg.
- 1936 twee smeedijzeren kandelaars voor de Banque et Caisse d’Epargne de l’Etat in Luxemburg-Stad.
- 1936 smeedijzeren kruis (8 x 4 meter) op de nieuwe toren, communiebank (1937) en bronzen godslamp (1938) voor de kathedraal van Luxemburg.
- 1937 smeedijzeren deuren voor het Luxemburgs paviljoen op de wereldtentoonstelling van 1937 in Parijs.
- 1938-1939 bronzen communiebank voor de parochiekerk van Dudelange.
- 1939 medaillon met het wapen van Luxemburg voor het Monument du Centenaire in Limpertsberg.
- 1939 bronzen wapenschilden, een kroon, linten van eikenloof en een plaquette voor het Monument national de l'indépendance in Mersch.
- 1939 wapen van Luxemburg in reliëf (doorsnee 4,5 meter) voor het Luxemburgs paviljoen op de Exposition internationale de la technique de l'eau de 1939.
- 1939 Onafhankelijkheidsmonument in Eich.

## Fotogalerij

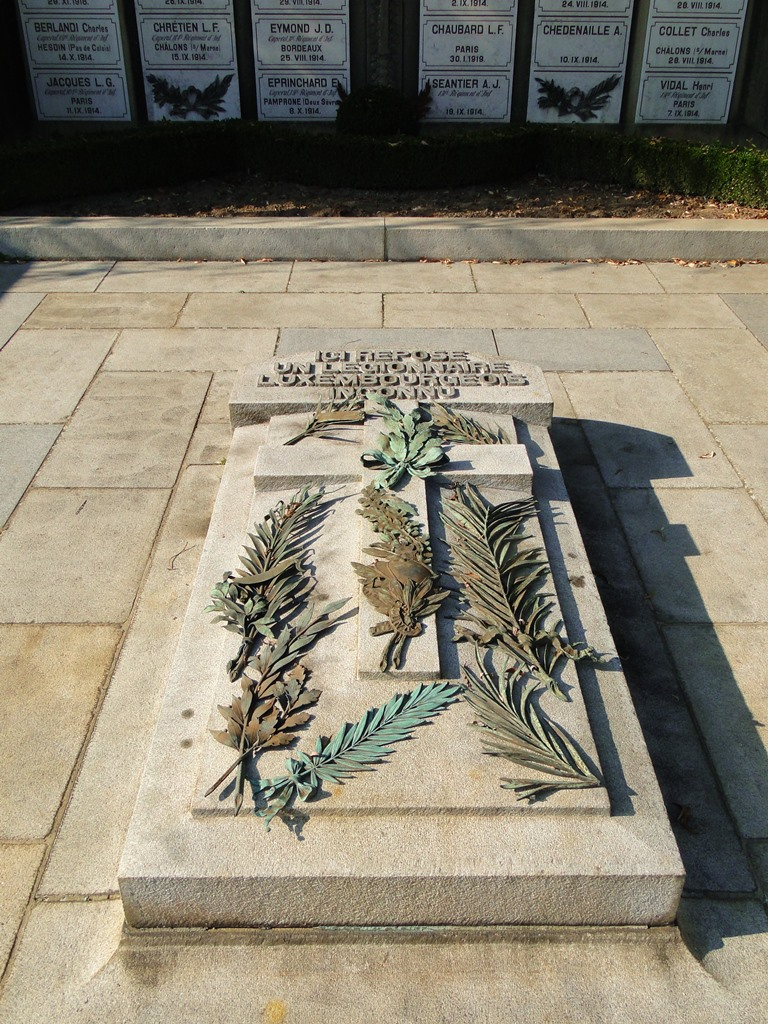
graf van de onbekende soldaat (1924), Limpertsberg
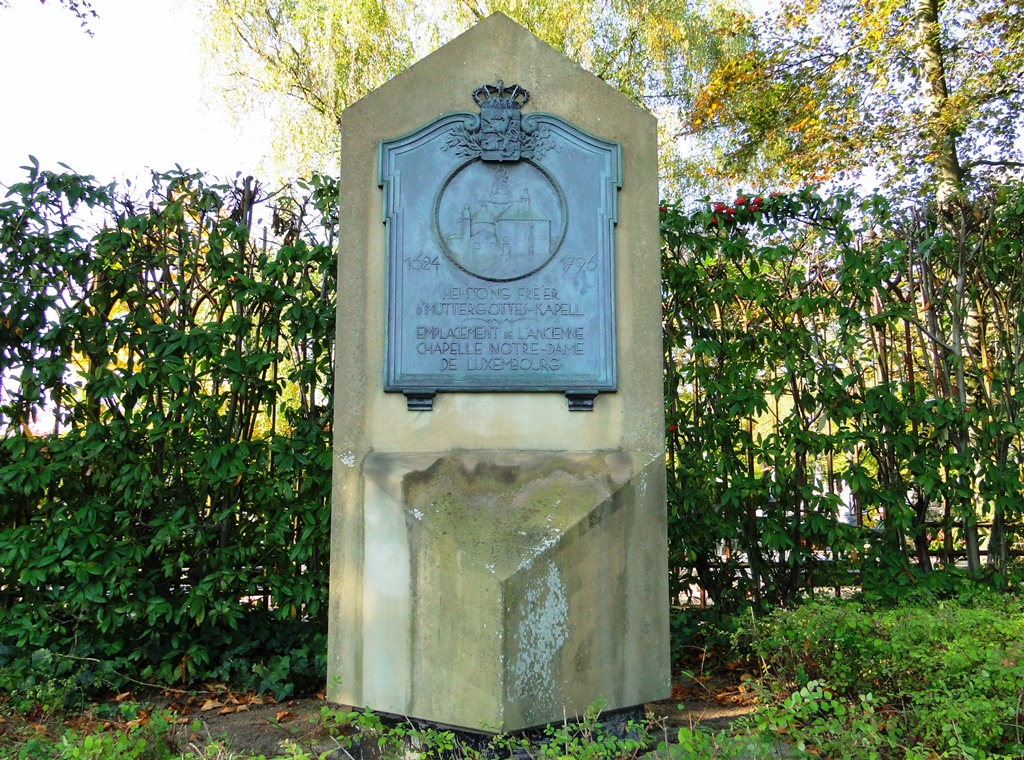
plaquette Glaciskapel (1935)
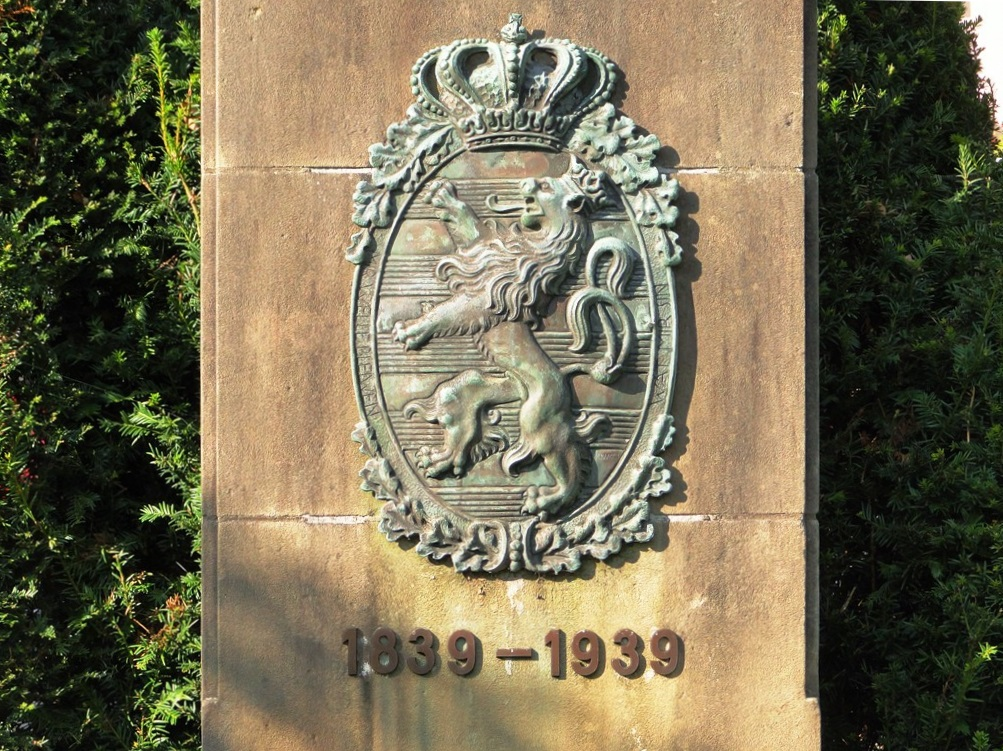
wapen van Luxemburg (1939), Limpertsberg
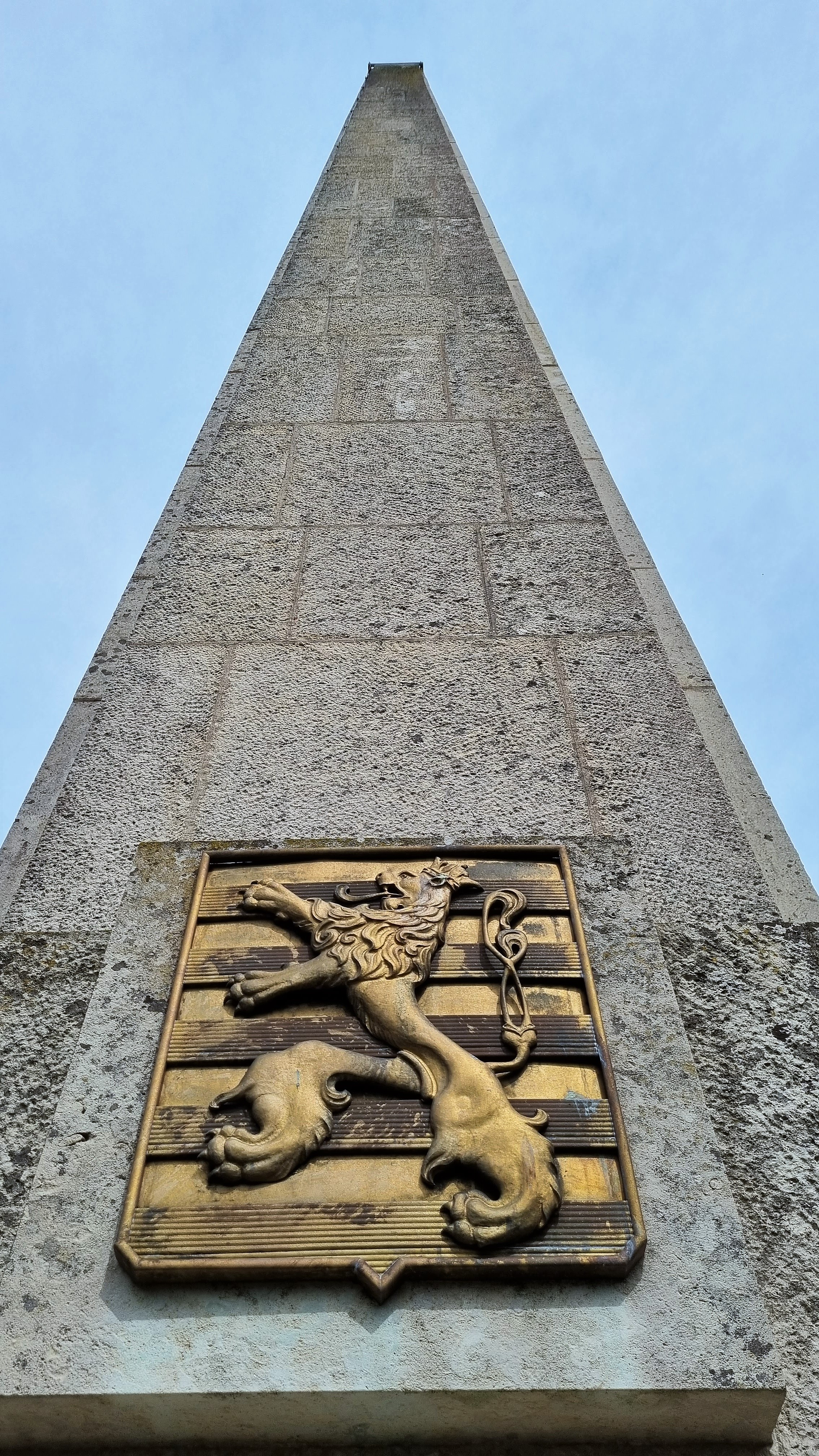
detail Monument national de l'indépendance (1939), Mersch

- Musée national d'archéologie, d'histoire et d'art: lkl000232